# Карл Людвіг Гардінг
Карл Людвіг Гардінг (нім. Karl Ludwig Harding; 29 вересня 1765 — 31 серпня 1834) — німецький астроном, який відкрив астероїд Юнона.
У 1796 році Йоганн Ієронімус Шретер найняв Гардінга як вчителя для свого сина. 1804 року Гардінг відкрив Юнону в обсерваторії Шретера. Пізніше Гардінг працював у Геттінгені помічником Гауса.
Крім Юнони, Гардінг відкрив три комети і опублікував Atlas novus coelestis, зоряний каталог з 120 000 зірками.
Кратер Гардінга на Місяці названий на його честь, так само як і астероїд 2003 Гардінг.